# Rhotana unimaculata
Rhotana unimaculata är en insektsart som beskrevs av Frederick Arthur Godfrey Muir 1914. Rhotana unimaculata ingår i släktet Rhotana och familjen Derbidae. Inga underarter finns listade i Catalogue of Life.